# Apotheken Umschau
Die Apotheken Umschau ist ein deutsches Gesundheitsmagazin, das in Apotheken als Kundenzeitschrift ausliegt und seit 1956 vom Wort & Bild Verlag herausgegeben wird. Gründer war der 2014 verstorbene Verleger Rolf Becker.

## Strukturdaten

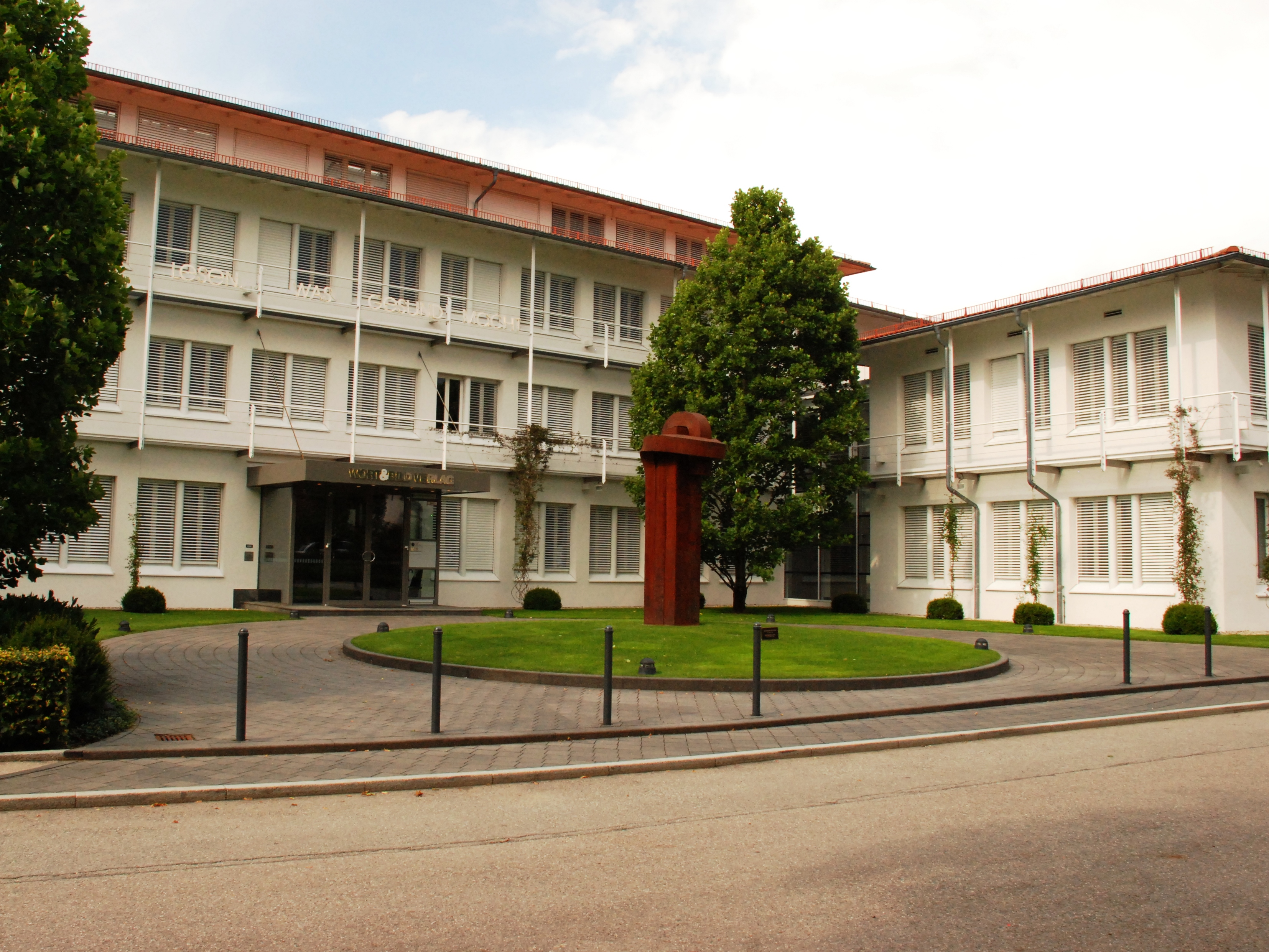
Redaktionsgebäude in Baierbrunn mit der Skulptur Eduardo Chillida: Besarkada XV (1998)

Für das monatlich zweimal erscheinende Heft wurden im Jahr 2023 16,93 Millionen Leser ermittelt. Das Magazin finanziert sich durch bezahlte Werbung sowie Exemplargebühren von 0,35–0,52 € pro Stück. Die Schaltung einer vierfarbigen Anzeigenseite kostet circa 97.000 €. Etwa ein Drittel des Heftes besteht aus Anzeigen. Das Magazin wird gratis an die Kunden von Apotheken abgegeben, die Apotheker zahlen – je nach Abnahmemenge, Beilage des Fernsehprogrammes und möglichem Namenseindruck – bis zu 1 € je Heft. Die Apotheken Umschau ist Deutschlands auflagenstärkstes Magazin. Sie liegt in 80 % der etwa 17.600 Apotheken in Deutschland aus. In den Medien sind für die Apotheken Umschau auch die Bezeichnungen „Rentner-Bravo“ oder „Stützstrumpf der Nation“ gängig, die regelmäßig sarkastisch oder sardonisch zu verstehen sind.

### Zielgruppen
Zielgruppe für das Magazin sind die Verbraucher über 40 Jahre, obwohl im Heft meist deutlich jüngere Menschen abgebildet werden. In kurzen, in einfacher Sprache gehaltenen Beiträgen werden zahlreiche Krankheiten und Unpässlichkeiten abgehandelt. Exemplarische Titelthemen sind Schnupfen, Migräne, Depressionen, Allergien, Reisemedizin, Blasenschwäche, Rückenschmerzen, Darmprobleme und Prostataleiden. Die Inhalte werden von einer Redaktion erstellt, der Vorlauf bis zur Schlussproduktion beträgt vier Hefte. Beschäftigt werden Textredakteure; dazu kommen Layouter, Grafiker und Bildredakteure. Ein Audio-Team ergänzt die Redaktion seit 2019. Mitglieder der Chefredaktion sind Dennis A. Ballwieser, Julia Rotherbl, Peter Glück, Stefan Schweiger und Tina Haase. Der wissenschaftliche Beirat besteht aus 15 Mitgliedern. Er prüft alle Inhalte vor Veröffentlichung auf wissenschaftliche Korrektheit.
Aufmachung und Ansprache soll die Leser positiv stimmen, mit Kenntnissen und Argumenten für den Arztbesuch versorgen und nicht verstören. Gute Nachrichten nennt sich eine neue Rubrik. Im redaktionellen Teil werden grundsätzlich keine Produktnamen genannt.

## Diverses
Das ZDF-Magazin Frontal21  musste 2011 nach langem Rechtsstreit eine Unterlassungserklärung abgeben, da sich der Vorwurf der Käuflichkeit nicht erhärten ließ. Kritisiert wird, dass die Apotheken quasi dazu gezwungen sind, das Magazin auszulegen, weil die Kunden danach fragen und ansonsten Umsatzeinbrüche zu befürchten wären.
2023 verklagte der Verleger der Apotheken Umschau das Gesundheitsinformationsportal gesund.bund.de des Bundesgesundheitsministeriums wegen unlauterem Wettbewerb und Verstoß gegen das Gebot von Staatsferne der Presse und gewann in erster Instanz. Das Landgericht Bonn argumentierte, ein staatlich finanziertes Gesundheitslexikon würde private Anbieter von Gesundheitsinformationen benachteiligen.
Die ironische Benennung der Apotheken Umschau als Rentner-Bravo wurde von der Duden-Redaktion als Szene-Wort rezipiert und fand Aufnahme im kleinen Wörterbuch der Jugendsprache.
Auch die Apotheken Umschau selbst spielt mit der Bezeichnung und erschien zu ihrem 66. Geburtstag mit Sonderseiten unter diesem Titel. Für seine Social-Media-Kampagne mit dem Titel #RentnerBravo – Die Retro-Kampagne der Apotheken Umschau wurde das Magazin bereits im Jahr 2020 ausgezeichnet. Für die Sonderbeilage zum Jubiläum gewann der Verlag 2022 unter anderem einen PR Report Award. Für die journalistische Arbeit gewinnen die Redakteure sowie die Redaktion der Apotheken Umschau regelmäßig Preise, darunter 5 Auszeichnungen bei den European Publishing Awards 2024. Die Apotheken Umschau ist auf Facebook, Instagram, TikTok und YouTube vertreten. 2025 begann die an Long COVID erkrankte Autorin Margarete Stokowski eine Kolumne über ihre Krankheit.